# Télécoms sans frontières
 (juin 2019).
Si vous disposez d'ouvrages ou d'articles de référence ou si vous connaissez des sites web de qualité traitant du thème abordé ici, merci de compléter l'article en donnant les références utiles à sa vérifiabilité et en les liant à la section « Notes et références ».
Pour les articles homonymes, voir TSF.
Télécoms Sans Frontières (TSF) est une organisation non-gouvernementale des technologies de l’urgence. Elle intervient partout dans le monde dans des situations de crises humanitaires, zones en conflit, et régions affectées par des désastres naturels pour installer des communications satellitaires pour les populations affectées et les organisations humanitaires actives dans la zone.

## Historique
Pendant différentes expériences humanitaires au cours de la Première Guerre du Golfe et de la Guerre des Balkans entre 1991 et 1997, les fondateurs de TSF ont réalisé que dans des contextes d’urgences, en plus de l’aide médicale et alimentaire, il y avait un besoin réel de télécommunications. TSF est créée en 1998 et effectue sa première intervention au cours de la Guerre du Kosovo en offrant des appels téléphoniques satellitaires aux réfugiés du conflit. En 2001, elle met en place le premier centre de télécoms pour offrir des systèmes de télécommunication satellitaire aux ONG internationales actives dans la zone.
Entre 2003 et 2006, TSF ouvre deux bureaux régionaux en Thaïlande et au Nicaragua (le bureau régional actuel aux Amériques a été déplacé en 2016 au Mexique) et devient partenaire de deux clusters internationaux : la Direction générale pour l’aide humanitaire et la protection civile (ECHO) et le Cluster des Télécommunications d’Urgence (plus connu sous le nom de Emergency Telecoms Cluster - ETC), créé par le Bureau de la coordination des affaires humanitaires (OCHA) et supervisé par l’UNICEF. Actuellement, l’ETC est dirigé par le Programme Alimentaire Mondial.

## Organisation
TSF a son siège à Pau (France) et deux bureaux régionaux à Bangkok (Thaïlande) et Guadalajara (Mexique). Deux représentants de TSF sont aussi situés à Washington D.C. et à Londres pour soutenir les activités de partenariat de TSF.  
La gouvernance de l’organisation est assurée par un conseil d’administration qui définit et approuve la stratégie et le budget financier. 
- M. Jean-François Cazenave - Président
- M. Robert Chassagnieux - Vice-Président
- M. Jean-Claude Laurent – Secrétaire général
- M. François Meyer – Trésorier
- Mme. Christiane Constant – Membre du conseil non-exécutif
- M. Daniel Nataf - Membre du conseil non-exécutif

## Activités
Les principaux secteurs d’intervention de TSF incluent:
- Renforcement des capacités: TSF organise des activités de formation pour des gouvernements, ONG et d’autres organisations internationales pour les former sur l’utilisation de technologies dans l’urgence.
- Éducation: TSF met en place des projets pour assurer des opportunités éducatives aux enfants qui vivent dans des zones affectées par des conflits ou des crises humanitaires.
- Réduction de la fracture numérique: TSF crée des centres télécoms dans des zones isolées pour offrir différents types de services comme la connexion internet et différents programmes de formations en compétences numériques, pour la population locale, incluses les écoles, les structures de santé, les ONG et des autres associations locales.
- Protection et assistance: TSF met en place des activités pour soutenir les victimes des situations de crise et d’instabilité de longue durée causées par le changement climatique, les catastrophes naturelles ou les conflits, Ces activités incluent : systèmes de télédiagnostics, d’alerte précoce, projets liés à la santé, sécurité alimentaire, collecte de données et alerte.